# Torneo Supercup 2005

## Classifica finale
| -  | Team     | PT |
| -- | -------- | -- |
| 1. | Grecia   | 6  |
| 2. | Germania | 4  |
| 3. | Russia   | 2  |
| 4. | Georgia  | 0  |